# Nicolas Nuoffer
Nicolas Nuoffer, né le 1er juin 1850 à Fribourg et mort dans la même ville le 1er février 1902, est un haut fonctionnaire fribourgeois. Il est chancelier d'État de 1894 à 1902. 

## Biographie
Il est membre du Parti conservateur.